# Gérard Desarthe
Gérard Desarthe, né le 23 mars 1945 à Paris, est un comédien et metteur en scène de théâtre français.

## Biographie
Gérard Desarthe a été professeur au Conservatoire national supérieur d'art dramatique, de 1986 à 1989 et de 2011 à 2013. 
Il est le père de Dante Desarthe, réalisateur et producteur de cinéma.
Ses interprétations de Peer Gynt, en 1981, et d'Hamlet, en 1988 et 1989, dans les mises en scène de Patrice Chéreau, ont connu un succès considérable.
En 2014, il a reçu le prix Plaisir du théâtre avec Thomas Jolly.

## Filmographie

### Cinéma
- 1966 : La Soupe aux poulets de Philippe Agostini
- 1966 : Pierrot dans les nuages de Jean Cleinge (court métrage)
- 1969 : Bye bye, Barbara de Michel Deville : Bambi
- 1969 : La Question ordinaire de Claude Miller (court métrage)
- 1969 : Judith de Robert Maurice
- 1971 : Jaune le soleil de Marguerite Duras
- 1972 : Les Yeux fermés de Joël Santoni
- 1972 : Les Camisards de René Allio : Abraham Mazel, le prophète calviniste
- 1974 : La Marelle court métrage de Pierre-William Glenn
- 1974 : France société anonyme d'Alain Corneau : un toxicomane idéologue
- 1975 : Que la fête commence de Bertrand Tavernier : le duc de Bourbon
- 1976 : Les Conquistadores de Marco Pauly : Victor
- 1977 : Who's Who court métrage de Mosco Boucault
- 1979 : La Guerre des polices de Robin Davis : Hector Sarlat
- 1982 : Hécate de Daniel Schmid : le colonel de Watteville
- 1983 : Un dimanche de flic de Michel Vianey
- 1983 : Stella de Laurent Heynemann : Paulet
- 1983 : Un amour en Allemagne (Eine Liebe in Deutschland) d'Andrzej Wajda : Karl Wyler
- 1983 : L'Homme blessé de Patrice Chéreau : L'homme en larmes
- 1984 : Ronde de nuit de Jean-Claude Missiaen : Lucien Segalen
- 1985 : La Baston de Jean-Claude Missiaen : Lucien Puget
- 1986 : Paulette, la pauvre petite milliardaire de Claude Confortès : Guillaume
- 1988 : L'Après-midi d'un golem de Dante Desarthe (court métrage)
- 1990 : Lacenaire de Francis Girod : Professeur Tonnelier
- 1990 : Uranus de Claude Berri : Maxime Loin
- 1991 : Cherokee de Pascal Ortega : Ripert
- 1994 : Daens de Stijn Coninx : Charles Woeste

### Télévision
- 1966 : L'Âge heureux de Philippe Agostini
- 1966 : En route vers Cardiff - De l'huile : Jacques Trébouta
- 1966 : L'Auberge de la Licorne  - Harry Fischbach
- 1967 : Les Cinq Dernières Minutes, épisode Voies de faits de Jean-Pierre Decourt
- 1967 : Boulevard Durand - Georges Folgoas
- 1968 : Sébastien parmi les hommes de Cécile Aubry : un mauvais garçon (épisode 1)
- 1969 : Judith  - Robert Maurice
- 1969 : Cervantès le prisonnier d' Alger - J. De nesle
- 1971 : Romulus le Grand de Marcel Cravenne
- 1974 : L'Homme au contrat de Jacques Audoir : Vlado
- 1974 : La Confession d'un enfant du siècle de Claude Santelli
- 1977 : La Souscription - Hervé Baslé
- 1978 : 1788 de Maurice Failevic : le colporteur
- 1978 : Les Grands Procès témoins de leur temps : Le Pain et le vin de Philippe Lefebvre : l'avocat
- 1979 : Les Dossiers éclatés : Mort non naturelle d'un enfant naturel de Roger Kahane : le marquis
- 1979 : Jean-Jacques Rousseau de Michel Favart : Jean-Jacques Rousseau
- 1980 : Histoires étranges La Mort amoureuse de Pierre Badel, Peter Kassovitz : le chauffeur
- 1981 : Le Voyage du Hollandais de Charles Brabant : Vincent Van Gogh
- 1982 : L'Épingle noire de Maurice Frydland, feuilleton créé par Dominique de Saint-Alban : Charles Lyxen
- 1982 : Thérèse Humbert de Marcel Bluwal : Leplet
- 1983 : Les Enquêtes du commissaire Maigret, épisode : La Tête d'un homme de Louis Grospierre
- 1984 : Le Mystérieux Docteur Cornélius  de Jean-Daniel Simon : Cornélius Kramm
- 1984 : Notti e nebbie de Marco Tullio Giordana
- 1987 : Je tue à la campagne de Josée Dayan : le détective
- 1988 : Les Rats de Montsouris de Maurice Frydland : Nestor Burma
- 1989 : Les Nuits révolutionnaires de Charles Brabant : Renaud de la Grimière
- 1990 : Hamlet de Pierre Cavassilas : Hamlet
- 1993 : Le Miel amer de Maurice Frydland
- 1993 : Chute libre d'Yves Boisset : Fabiani
- 1993 : Célimène et le Cardinal de Maurice Frydland : le cardinal
- 1993 : Le Poids du corps de Christine François
- 1995 : L'Affaire Dreyfus d'Yves Boisset : Du Paty de Clam
- 2004 : Juliette Lesage, médecine pour tous Série TV Précautions d'emploi de Christian François : Patrick Marty
- 2005 : Ange de feu de Philippe Setbon : Claude Ferrer
- 2006 : Sœur Thérèse.com, Série TV saison 5, épisode 3 : De main de maître de Christian François : Massin
- 2007 : Le Roi Lear de Don Kent : Le comte de Kent
- 2007 : Le Réveillon des bonnes de Michel Hassan : le général Sevran-Chabot
- 2013 : Les Mains de Roxana de Philippe Setbon : Richard Bremmer
- 2016 : Caïn, saison 4 : Les prisonnières de Christophe Douchand
- 2016 : Le Sang de la vigne (1 épisode) de Klaus Biedermann : Le vicomte
- 2017 : La Sainte famille de Marion Sarraut : Cardinal Lombard

### Voix off
- 2001 : Léonard de Vinci de Jean-Claude Lubtchansky
- 1991: Océaniques - Le Temple souterrain du communisme - Igor Minaïev

## Théâtre

### Comédien
- 1962 : Dom Juan  Molière - Comédie de Bourges- mise en scène : Gabriel Monnet ( Piarrot)
- 1962 : Dom Juan Molière - Théâtre des Tuileries mise en scène : Peyroux ( La violette / la Ramée)
- 1963 : La Peau du carnassier de Victor Haïm, mise en scène Pierre Valdé
- 1962 : Le Cheval dans la cuisine de Charles-Louis Paron, mise en scène Pierre Gavarry (non joué)
- 1964 : La Remise de Roger Planchon, mise en scène de l'auteur, Théâtre de l'Odéon
- 1964 : Le temps viendra de Romain Rolland, mise en scène Guy Kayat, Théâtre Romain Rolland Villejuif
- 1965 : Le temps viendra de Romain Rolland, mise en scène Guy Kayat, Théâtre Récamier
- 1965 : Andorra de Max Frish, mise en scène Gabriel Garran, Théâtre de la Commune, Théâtre Antoine
- 1965 : La Ménagerie de verre de Tennessee Williams, mise en scène Pierre-Etienne Heymann
- 1965 : Réussir à Chicago mise en scène Jean-Pierre Dougnac
- 1966 : Les Loups de Romain Rolland, mise en scène Simon Eine
- 1966 : Vous vivrez comme des porcs de John Arden, mise en scène Guy Rétoré, Théâtre de l'Est parisien
- 1967 : Le Menteur de Corneille, mise en scène Daniel Leveugle, Théâtre de l'Est parisien
- 1967 : Les Bouquinistes d'Antoine Tudal, mise en scène Claude Confortès, Théâtre Hébertot
- 1967 : La Coupe d'argent de Sean O'Casey, mise en scène Guy Rétoré, Théâtre de l'Est parisien
- 1967 : Le Manteau de Nicolas Gogol, mise en scène Guy Rétoré, Théâtre de l'Est parisien
- 1967 : Le Grand Cérémonial de Fernando Arrabal, mise en scène Guy Jacquet
- 1967 : Plaidoyer pour un rebelle d'Emmanuel Roblès
- 1968 : Le Dinosaure de A. Kenan, mise en scène Guy Jacquet
- 1968 : Un froid de chien de A. Kenan, mise en scène Guy Jacquet
- 1968 : Le Lion de A. Kenan, mise en scène Guy Jacquet
- 1969 : Lorenzaccio d'Alfred de Musset, mise en scène Guy Rétoré, Théâtre de l'Est parisien
- 1969 : La Bataille de Lobositz de Peter Hacks, mise en scène Guy Rétoré, Théâtre de l'Est parisien
- 1970 : Le Roi Lear de William Shakespeare, mise en scène Pierre Debauche, Théâtre des Amandiers, Maison de la Culture du Havre
- 1970 : Richard II de William Shakespeare, mise en scène Patrice Chéreau, Théâtre du Gymnase, Théâtre national de l'Odéon
- 1971 : Capitaine Schelle, Capitaine Eçço de Serge Rezvani, mise en scène Jean-Pierre Vincent, Théâtre de Chaillot
- 1971 : La Reine morte de Henry de Montherlant, mise en scène Jean Deschamps, Festival de la Cité Carcassonne, Festival de Collioure
- 1971 : Torquemada de Victor Hugo, mise en scène Denis Llorca, Théâtre du Midi : Festival de la Cité Carcassonne, Festival de Marsillargues, Festival de Collioure, Festival de la mer Sète
- 1971 : Les Trois Mousquetaires d'après Alexandre Dumas, mise en scène Michel Berto, Festival de la Cité Carcassonne
- 1972 : Dans la jungle des villes de Bertolt Brecht, mise en scène André Engel, Jean Jourdheuil et Jean-Pierre Vincent, Compagnie Vincent-Jourdheuil, Festival d'Avignon, Théâtre de Chaillot
- 1973 : Dans la jungle des villes de Bertolt Brecht, mise en scène André Engel, Jean Jourdheuil et Jean-Pierre Vincent, Théâtre de Nice
- 1973 : Vie et mort du roi Jean de William Shakespeare, mise en scène André Cellier
- 1974 : Dreyfus de Jean-Claude Grumberg, mise en scène Jacques Rosner, Théâtre de l'Odéon, Théâtre de Paris
- 1974 : Trotsky à Coyoacan de Hartmut Lange, mise en scène André Engel
- 1975 : Lear d'Edward Bond, mise en scène Patrice Chéreau, TNP Villeurbanne, Théâtre national de Belgique, Théâtre national de l'Odéon
- 1976 : Baal de Bertolt Brecht, mise en scène André Engel, Théâtre national de Strasbourg
- 1976 :  La Dispute de Marivaux, mise en scène Patrice Chéreau, TNP Villeurbanne, Théâtre de la Gaîté-Lyrique
- 1977 : La Dispute de Marivaux, mise en scène Patrice Chéreau, Théâtre de la Porte-Saint-Martin
- 1977 : Héloïse et Abelard de Roger Vailland, mise en scène Daniel Benoin, Festival d'Avignon, Comédie de Saint-Etienne
- 1978 : Jean-Jacques Rousseau de Bernard Chartreux, mise en scène Jean Jourdheuil, Théâtre de l'Odéon
- 1978 : Jackie Paradis de et mise en scène Jean-Michel Ribes, Théâtre de la Ville
- 1979 : Ils allaient obscurs sous la nuit solitaire d'après Samuel Beckett, mise en scène André Engel, Théâtre national de Strasbourg
- 1979 : Hamlet-machine de Heiner Muller, mise en scène Jean Jourdheuil, Théâtre Gérard Philipe
- 1980 : Athalie de Racine, mise en scène Roger Planchon, TNP Villeurbanne, Théâtre national de l'Odéon
- 1980 : Dom Juan de Molière, mise en scène Roger Planchon, TNP Villeurbanne, Théâtre national de l'Odéon
- 1981 : Peer Gynt d'Henrik Ibsen, mise en scène Patrice Chéreau, TNP Villeurbanne, Théâtre de la Ville
- 1982 : Une nuit pour Vaclav Havel de Pavel Kohout, lecture mise en scène Stephan Meldegg, Festival d'Avignon
- 1984 : L'Illusion comique de Corneille, mise en scène Giorgio Strehler, Théâtre national de l'Odéon
- 1984 : Lecture de textes de Marguerite Duras de et mise en scène Marguerite Duras
- 1984 : Frédéric prince de Hombourg d'Heinrich von Kleist, mise en scène Manfred Karge, Matthias Langhoff, TNP Villeurbanne, Festival d'Avignon
- 1985 : Le Misanthrope de Molière, mise en scène André Engel, MC93 Bobigny
- 1985 : L'Illusion comique de Corneille, mise en scène Giorgio Strehler, Théâtre national de l'Odéon
- 1986 : Don Carlos de Friedrich von Schiller, mise en scène Michelle Marquais, Festival d'Avignon, Théâtre de la Ville
- 1988 : Hamlet de William Shakespeare, mise en scène Patrice Chéreau, Festival d'Avignon, TNP Villeurbanne, Le Cargo, tournée
- 1989 : Hamlet de William Shakespeare, mise en scène Patrice Chéreau, Théâtre Nanterre-Amandiers, tournée européenne
- 1989 : Jean-Jacques Rousseau de Bernard Chartreux, mise en scène Jean Jourdheuil tournée en Roumanie
- 1990 : Dom Juan de Molière, mise en scène Jacques Rosner
- 1992 : Célimène et le Cardinal de Jacques Rampal, mise en scène Bernard Murat, Théâtre de la Porte-Saint-Martin
- 1994 : La Volupté de l'honneur de Luigi Pirandello, mise en scène Jean-Luc Boutté, Théâtre Hébertot, Théâtre de Nice
- 1995 : La Volupté de l'honneur de Luigi Pirandello, mise en scène Jean-Luc Boutté, Théâtre des Treize Vents, Théâtre de Bourg-en-Bresse, Théâtre des Célestins
- 1996 : Gertrud de Hjalmar Söderberg, mise en scène Gérard Desarthe, Théâtre Hébertot
- 1997 : Oncle Vania d'Anton Tchekhov, mise en scène Patrice Kerbrat, Théâtre Hébertot
- 1999 : En attendant Godot de Samuel Beckett, mise en scène Luc Bondy, Théâtre Vidy-Lausanne, Odéon-Théâtre de l'Europe
- 2001 : Les Fausses Confidences de Marivaux, mise en scène Gildas Bourdet, Théâtre Hébertot
- 2002 : Raisons de famille de Gérald Aubert, mise en scène Gildas Bourdet
- 2002: Turcaret d'Alain-René Lesage, mise en scène Gérard Desarthe, Maison de la Culture de Loire-Atlantique Nantes, MC93 Bobigny, Théâtre des Célestins, Théâtre du Nord
- 2003 : À chacun sa vérité de Luigi Pirandello, mise en scène Bernard Murat, Centre national de création d'Orléans, Théâtre Antoine
- 2005 : Viol de Botho Strauss, d'après Titus Andronicus de William Shakespeare, mise en scène Luc Bondy, Odéon-Théâtre de l'Europe
- 2006 : Le Roi Lear de William Shakespeare, mise en scène André Engel, Odéon-Théâtre de l'Europe Ateliers Berthier, MC2
- 2007 : Les Chaussettes, Opus 124 de et mise en scène Daniel Colas, mise en scène de l'auteur, Théâtre des Mathurins
- 2007 : Le Roi Lear de William Shakespeare, mise en scène André Engel, Odéon-Théâtre de l'Europe Ateliers Berthier
- 2009 : La Mouette d'Anton Tchekhov, mise en scène Françoise Courvoisier, Théâtre Pitoëff Genève
- 2011 : Harper Regan de Simon Stephens, mise en scène Lukas Hemleb, Maison de la Culture d’Amiens, Théâtre du Rond-Point, Théâtre des Treize Vents, tournée
- 2011 : Camille Claudel, mise en scène Sylvie Ferro et Victot-ponfol, Théâtre équestre
- 2014 : Dispersion (Ashes to ashes) de Harold Pinter, mise en scène Gérard Desarthe, Théâtre de l'Œuvre, Théâtre des Célestins
- 2015 : Home (en) de Davis Storey, Théâtre de l'Œuvre
- 2019 : La vie est un songe de Pedro Calderón de la Barca, mise en scène Christophe Lidon, Centre national de création d'Orléans

### Metteur en scène
- 1986 : La Mariane de Tristan L'Hermite
- 1988 : Le Cid de Corneille, MC93 Bobigny
- 1992 : Nouvelle vague de Christine Angot, Théâtre Ouvert.
- 1994 : Hygiène de l'assassin d'Amélie Nothomb
- 1996 : Démons de Lars Norén, Théâtre de Nice
- 1996 : Gertrud de Hjalmar Söderberg, Théâtre Hébertot
- 1998 : Partage de midi de Paul Claudel
- 2002: Turcaret d'Alain-René Lesage, Maison de la Culture de Loire-Atlantique Nantes, MC93 Bobigny, Théâtre des Célestins, Théâtre du Nord
- 2010 : Les Estivants de Maxime Gorki, avec les élèves du Conservatoire national supérieur d'art dramatique
- 2010 : L'Amour en quatre tableaux : Lukas Barfüss Théâtre de Poche (Genève)
- 2011 : Blackbird de David Harrower, coproduction Théâtre Le Poche (Genève) et Théâtre Vidy (Lausanne)
- 2014 : Dispersion (Ashes to ashes) de Harold Pinter, Théâtre de l'Œuvre, Théâtre des Célestins
- 2015 : Les Estivants de Maxime Gorki, Comédie Française, salle Richelieu
- 2015 : Home (en) de David Storey, Théâtre de l'Œuvre

## Doublage

### Cinéma

#### Films
- 1983 : Danton : Robespierre (Wojciech Pszoniak)[2]
- 1989 : La Révolution française : Robespierre (Andrzej Seweryn)

## Distinctions

### Décorations
- Chevalier de l'ordre des Arts et des Lettres
- Commandeur de l'ordre des Arts et des Lettres (2024)
- Chevalier de l'ordre national du Mérite 1990
- Chevalier de la Légion d'honneur le 25 septembre 1998, promu
- Officier de la Légion d'honneur 12 avril 2009[3].

### Récompenses
Prix Gérard Philipe 1974 pour Dreyfus
- Prix du Syndicat de la critique 1978 : meilleur comédien pour Jean-Jacques Rousseau
- Prix du Syndicat de la critique 1985 : meilleur comédien pour  L'Illusion comique et Le Misanthrope
- Molières 1989 : Molière du comédien pour Hamlet

### Nominations
- Molières 1992 : Molière du comédien pour Célimène et le Cardinal
- Molières 1994 : Molière du comédien pour La Volupté de l'honneur

## Livre audio
- Le Livre de ma mère d'Albert Cohen, Gallimard, Écoutez lire, 2004
- Lettres à Lou de Guillaume Apollinaire, Gallimard, Écoutez lire, 2004
- Poésies d'Arthur Rimbaud, Gallimard, Écoutez lire, 2005
- L'Aube à l'envers de Paul Verlaine, Gallimard, Écoutez lire
- Inconnu à cette adresse de Kressmann Taylor, Gallimard, Écoutez lire
- Un long dimanche de fiançailles de Sébastien Japrisot, Gallimard, Écoutez lire
- Ma chère maman de Baudelaire à St Exupèry, Gallimard, Écoutez
- Capitale de la douleur de Paul Eluard, Gallimard, Écoutez lire (Prix Charles Cros)